# Johnny Cash
J. R. Cash, conegut artísticament com a Johnny Cash (Kingsland, Arkansas, 26 de febrer del 1932 - Nashville, Tennessee, 12 de setembre del 2003) fou un influent cantant i compositor estatunidenc de música country. Casat per segona vegada amb la també cantant June Carter.
Amb una veu ronca, barreja d'estil country, rock i gospel, amb influències tan diverses com d'Elvis Presley, Bob Dylan o Jerry Lee Lewis, va assolir gran popularitat a les dècades dels 60 i 70. Fou autor d'un gran nombre de cançons (I Walk the Line, Folsom Prison Blues, A Boy Named Sue, Ring of Fire, etc.).
Va vendre uns 50 milions d'àlbums en la seva carrera de gairebé 50 anys i és reconegut com un dels músics més importants en la música nord-americana.
Quan va morir, l'any 2003, va deixar un ampli llegat de música enregistrada durant tota la segona meitat del segle xx. Es convertí en una figura mítica que absorbí molt del que era bo, dolent, i a vegades contradictori al voltant dels EUA. Si bé en un principi era un cristià que parlava amb indignació sobre els camins pecaminosos de la humanitat, també va ser un drogoaddicte amb mals costums que el portaren a períodes de malaltia i rehabilitació. Vestit sempre de negre en senyal de protesta, les seves aparents contradiccions només subratllaven la seva complexitat. Expressà indeleblement les seves posicions polítiques i trobant-se en el cim de la popularitat protestà contra la pobresa, els prejudicis, i les malalties de la societat fins a l'edat de 71 anys.

## Joventut
Fill de pagesos, als 3 anys es trasllada a Dyess (Arkansas). Li posaren el nom J.R. a la seva partida de naixement, segons hom diu perquè els seus pares no es posaven d'acord amb el nom, només sobre inicials. Això ja indicava com anava l'ambient familiar. Abans de l'edat cinc anys ja cantava junt amb la seva mare mentre treballaven als camps de cotó. Aquí s'impregna d'influències folk, gospel i country. L'explotació familiar s'inundà com a mínim en una ocasió, cosa que més tard l'inspirà per escriure la cançó Five Feet High And Rising. Les lluites econòmiques i personals de la seva família durant la Gran depressió (mentre Cash anava creixent) el formaren com a persona i inspiraren moltes de les seves cançons, especialment sobre gent que s'enfronta a lluites personals.
Segons la seva autobiografia de 1997 i després d'una investigació personal, Cash descobrí que tots els seus ancestres eren escocesos. Trobà avantpassats directes a Escòcia que compartien el nom de Cash i que retrocedien al segle xvi. De jove, però, havia assumit que el seu origen era irlandès i parcialment natiu (Cherokee). Potser per això sempre tingué un afecte i compassió cap a qualsevol ascendència americana nativa i ho expressà en unes quantes de les seves cançons, com Apache Tears, Ballad of Ira Hayes o el seu album Bitter Tears.
John sempre havia tingut una relació molt estreta amb el seu germà gran Jack fins que el 1944 aquest morí d'accident mentre treballava amb una serra. D'aquest incident en va fer una obsessió personal i sovint parlava de la culpabilitat horrible que sentia sobre aquest incident. Influït per la duresa del seu pare, sempre el perseguí el trauma de no haver estat allà ajudant-lo.
Els primers passos en la música van estar molt dominats per la música gospel i la ràdio. Va començar a escriure i tocar cançons amb la guitarra i fins i tot va arribar a cantar en una emissora de ràdio local. Al cap dels anys, va enregistrar un àlbum amb cançons de gospel tradicionals, anomenat My Mother's Hymn Book.
No fou fins a l'allistament com a ràdio operador a les Forces Aèries dels Estats Units que, en no acceptar noms amb inicials, hagué d'adoptar el nom de John R. Cash, que passaria a ser el seu nom legal. Més endavant, en l'enregistrament del seu primer disc, canviaria una altra vegada a Johnny Cash. Però els seus amics li continuaven dient John, i els seus parents J.R.

## Els primers enregistraments
Des d'aquí fou enviat a una unitat del Servei de Seguretat a la base aèria de Landsberg (Alemanya). Allà hi fundà la seva primera banda, la Landsberg Barbarians.
En acabar la guerra de Corea, es casa amb Vivian Liberto, que ja coneixia. El 1954 es trasllada a Memphis (Tennessee), on ven electrodomèstics mentre estudia per ser locutor de ràdio. De nit, comença a tocar junt amb el guitarrista Luther Perkins i el baix Marshall Grant (ambdós coneguts al principi com el Tennessee Two).
Cash s'omple de valor per visitar l'estudi Sun Records, esperant obtenir un contracte d'enregistrament. El productor Jack Clement l'envia al productor Sam Phillips. Després d'escoltar decebut la seva cançó gospel, John s'atreveix a cantar-li una cançó pròpia més frenètica. Aquella mateixa setmana enregistren a Sun Hey Porter i Cry, cry, cry, amb un èxit raonable al hit parade.
El pròxim disc de Cash, Folsom Prison Blues, va arribar al top 5, i definitivament I Walk the Line va ser el número 1. Després va venir Home of the Blues enregistrat el juliol de 1957. Aquest mateix any va esdevenir el primer artista de Sun a gravar un àlbum de llarga durada. Tot i ser el millor i més prolífic artista de Sun d'aquella època, tenia un contracte menor. Elvis Presley ja havia deixat Sun, i Phillips estava centrant la majoria de la seva atenció i promoció en Jerry Lee Lewis. L'any següent, Johnny deixa la discogràfica per signar una oferta lucrativa amb Columbia Records, on el seu single Don't Take Your Guns to Town esdevindria un dels seus èxits més grans.
Malgrat estar viatjant constantment, va tenir quatre filles amb la seva muller: Rosanne el 1955, Kathleen el 1958, Cindy el 1959 i Tara el 1961, però la seva relació es començà a deteriorar i finalment acabà en el divorci.

## L'addicció a les drogues
Després de la separació comparteix apartament a Nashville amb Waylon Jennings, addicte a les amfetamines. Per suportar les dures gires, Cash també comença a drogar-se ignorant els senyals d'empitjorament de la seva salut.
Tot i passar moltes hores fora de control, la seva creativitat frenètica encara funcionava, així la seva cançó Ring of fire arribava al número 1 de les llistes. Encara que amb arranjaments seus i amb l'estil propi, la cançó fou escrita per June Carter i Merle Kilgore. La cançó descriu l'infern personal de Carter a mesura que lluitava amb el seu amor prohibit per Cash (ambdós estaven encara casats amb els respectius) i com l'atormentava la seva dependència per la droga i l'alcoholisme.
Per diferents delictes menors causats per les drogues anà set vegades a la presó per una nit. Però anava pujant de to i el 1965 fou arrestat per la brigada de narcòtics a El Paso (Texas), en trobar-li 1.163 amfetamines amagades dins la guitarra. Tot i així, per considerar que podia ser per prescripció mèdica, la sentència li sortí favorable.
El 1964 treu Bitter Tears, amb cançons que subratllen el patiments dels americans natius, i el 1965 llença l'àlbum Ballads Of The True West, una doble gravació experimental amb cançons de frontera i narracions parlades.
Tanmateix, la seva drogoaddicció arriba al seu pitjor moment i el seu comportament destructiu el conduí a demanar el divorci a la seva muller i anul·lar les seves actuacions.
A principis del 1967, s'arrossegava per l'escenari, ple d'amfetamines, i després amb la intenció d'acabar amb la seva vida. No acabà en tragèdia però l'esdeveniment convencia la seva primera muller, Vivian, que fins a aquest punt s'havia negat a concedir-li el divorci, per acabar amb el matrimoni.
Durant aquest període de degeneració, Cash havia demanat insistentment a Carter de casar-se amb ella, però ella ho defugia tot i que l'ajudava a sortir d'aquest infern. Reclòs en una nova casa, Carter, junt amb els seus pares, aconseguí aïllar Cash del món de les drogues. Ja rehabilitat, Cash li proposà el casament en un concert en directe als Jardins de Londres, Ontario, el 22 de febrer de 1968. Finalment la parella es va casar una setmana més tard a Franklin, Kentucky.
La balada d'amor Flesh and Blood és una de les primeres de tantes cançons que Cash escriuria sobre la seva segona muller.

## Anys 90
Actuà en diversos films com The Trail of Tears i publicà l'autobiografia Cash (1997). Aquell mateix any li fou diagnosticada la malaltia degenerativa síndrome de Shy-Drager, que li provocaria la mort el 2003.
El 18 de novembre del 2005 es va estrenar Walk the Line, un film sobre la seva vida interpretat per Joaquin Phoenix i Reese Witherspoon.

## Discografia
- With His Hot and Blue Guitar (1957)
- Sings the Songs That Made Him Famous
- The Fabulous Johnny Cash (1958)
- Greatest!
- Hymns by Johnny Cash (1959)
- Songs of Our Soil (1959)
- Sings Hank Williams
- Ride This Train (1960)
- Now, There Was a Song!
- Now Here's Johnny Cash
- Hymns from the Heart (1962)
- The Sound of Johnny Cash (1962)
- All Aboard the Blue Train
- Blood, Sweat and Tears (1963)
- American IV: The Man Comes Around (2002)

## Guardons
Premis
- 1998: Grammy al millor àlbum de country

Nominacions
- 1965: Grammy al millor àlbum de country